# Araneus santarita
Araneus santarita là một loài nhện trong họ Araneidae.
Loài này thuộc chi Araneus. Araneus santarita được miêu tả năm 1951 bởi Archer.